# Mieczysław Jurgielewicz
Mieczysław Jurgielewicz (ur. 4 lutego 1900 w Warszawie, zm. 18 maja 1983 tamże) – polski malarz i grafik. 

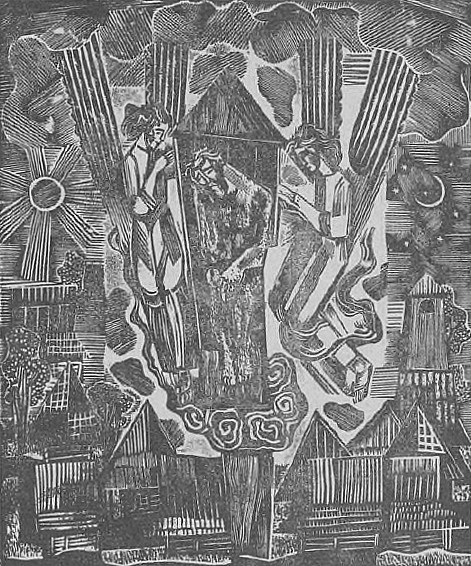
Mieczysław Jurgielewicz – drzeworyt „Figura” (1938)

## Życiorys
Urodził się w rodzinie Aleksandra i Eugenii z Nowaków. W latach 1918–1920 ochotniczo służył w Wojsku Polskim. Studiował malarstwo u Ferdynanda Ruszczyca na Uniwersytecie Stefana Batorego w Wilnie i u Mieczysława Kotarbińskiego w Akademii Sztuk Pięknych w Warszawie, a także grafikę u Władysława Skoczylasa również w warszawskiej ASP. Odbył studia w Paryżu, Włoszech, Belgii i Anglii. Od 1936 do 1939 wykładał w Akademii Sztuk Pięknych w Warszawie. Należał do Stowarzyszenia Grafików Ryt (1937–1939), Związku Polskich Artystów Grafików, Bloku Zawodowych Artystów Plastyków. Uprawiał malarstwo witrażowe, grafikę, drzeworyt, rysunek i malarstwo sztalugowe. Swoje prace wystawiał m.in. w Instytucie Propagandy Sztuki w Warszawie, Genewie, Rapperswilu i Paryżu. W 1937 za drzeworyt Polowanie otrzymał srebrny medal na Międzynarodowej Wystawie „Sztuka i technika” w Paryżu.
W czasie II wojny światowej w konspiracji kierował Referatem Graficznym Biura Informacji i Propagandy Komendy Głównej Armii Krajowej. W czasie powstania warszawskiego wraz z Edmundem Burke zaprojektował słynny plakat Do broni, w szeregach AK. Po kapitulacji trafił do niewoli niemieckiej - do Oflagu II D Gross-Born (nr jeniecki 101567). 
Po wojnie, w latach 1947–1952 był pedagogiem warszawskiej ASP. Należał do grupy Kardasz (1957–1963). Od 1965 był członkiem honorowym Akademii Sztuk Pięknych we Florencji. W 1970 otrzymał wyróżnienie na III Festiwalu Sztuk Pięknych w Warszawie. 
Od 28 czerwca 1928 był mężem pisarki Ireny Jurgielewiczowej.
Zmarł w Warszawie, spoczywa na cmentarzu Powązkowskim (kwatera 139-3-12).

## Ordery i odznaczenia
- Krzyż Walecznych (dwukrotnie)[1]
- Złoty Krzyż Zasługi (11 lipca 1955)[6]
- Medal 10-lecia Polski Ludowej (19 stycznia 1955)[7]